# 双星計画
双星計画（Double Star mission）とは、中国国家航天局と欧州宇宙機関による合同の人工衛星計画である。中国が打ち上げた初めての地球磁場観測衛星である。赤道衛星TC-1と極衛星TC-2の2つの人工衛星から構成されている。双星計画は、地球の環境に与える太陽の影響を観測した欧州のクラスター計画を継ぐものである。TC-2が2004年7月に打ち上げられて1年後に通常のミッションが終わってから、両機関によって2007年9月まで2度ミッションが延長された。

## 概要
双星計画は、地球軌道上の2つの衛星を利用する。どちらも中国国家航天局によって、設計、開発、打上げ、運用がなされた。欧州宇宙機関は双星計画に800万ユーロの資金を拠出することに合意した。この資金は、後に欧州側の機器の改修や1日4時間のデータの収集、科学研究の共同実施等に用いられた。これにより、欧州宇宙機関のクラスター計画と同時に運用することができた。
最初に打ち上げられた赤道衛星TC-1は2003年12月29日19時06分(UTC)に長征2C号によって打ち上げられた。目的は、地球の巨大な磁気圏尾部を調査することだった。
2つ目の極衛星TC-2は2004年7月25日07時05分(UTC)にやはり長征2C号で打ち上げられた。これは、磁極で起こる物理プロセスとオーロラの発生を解明することに目的が絞られた。
この計画は、公式には2007年10月14日にTC-1が廃棄され、大気圏再突入した時点で終了した。TC-2とペイロードの運用は、欧州宇宙機関の資金支援が終わるまで続けられた。

## 打上げと軌道
TC-1は、西昌衛星発射センターより打ち上げられ、赤道と28.5°の傾斜角をなす570×78790kmの赤道楕円軌道に投入された。この計画の遠点は、当時中国が到達した最遠点であった。
TC-2は、太原衛星発射センターより打ち上げられ、赤道と90°の傾斜角をなす700×39000kmの極楕円軌道に投入された。